# Heimo Lambauer
Heimo Lambauer (* 2. März 1940 in Graz) ist ein österreichischer Jurist und Rechtswissenschaftler. Von 1999 bis zu seiner Pensionierung 2005 war er Leiter der Oberstaatsanwaltschaft Graz.

## Leben
Heimo Lambauer wurde am 2. März 1940 in Graz geboren und besuchte nach seinem Pflichtschulabschluss die Universität Graz, an der er in Mindeststudienzeit Rechtswissenschaften studierte. Nebenbei absolvierte er einen Abiturientenkurs an der Handelsakademie und arbeitete darüber hinaus bei einer Bank. 1963 trat er als Rechtspraktikant in den Justizdienst ein und schloss drei Jahre später die Richteramtsprüfung mit sehr gutem Erfolg ab. Nach anfänglichem Dienst als Richter am Bezirksgericht Bruck an der Mur wurde er im Jahre 1969 an die Staatsanwaltschaft Graz berufen. Dort absolvierte er den größten Teil seiner Berufslaufbahn und wurde 1989 zum Leiter der Staatsanwaltschaft Graz ernannt. Weitere zehn Jahre später erfolgte im Jahre 1999 die Bestellung zum Leiter der Oberstaatsanwaltschaft Graz, die die Bundesländer Steiermark (Graz und Leoben) und Kärnten (Klagenfurt) umfasst. 2005 trat Lambauer, mittlerweile 65-jährig, seinen Ruhestand an, wurde jedoch weiterhin als Strafrechtsexperte bei Beratungen auf der Ebene der Gesetzgebung im Nationalrat herangezogen. Bereits während seiner beruflichen Laufbahn hatte er ab 1991 einen Lehrauftrag an der Universität Graz, ehe ihm vier Jahre später die Lehrbefugnis als Honorarprofessor für Strafrecht und Strafprozessrecht verliehen wurde. Im Laufe seiner Karriere war Lambauer im Leitungsgremium der Grazer Juristischen Gesellschaft (1995) sowie Mitglied der AIDP-Austria, der Landesgruppe Österreich der Internationalen Strafrechtsgesellschaft (2000). Des Weiteren war Lambauer an der Erstellung von Fachliteratur beteiligt und etwa ein Mitautor eines maßgeblichen Werkes über das Strafprozessrecht in Österreich. Bis heute (Stand: 2024) tritt Lambauer immer wieder mit Gastkommentaren in der Kleinen Zeitung in Erscheinung.

## Auszeichnungen und Ehrungen (Auswahl)
- Verleihung des Großen Goldenen Ehrenzeichens des Landes Steiermark (2004)
- Verleihung des Goldenen Doktordiploms der Universität Graz: 2012[3]